# Angelo Scola

Stema episcopală a cardinalului Angelo Scola, arhiepiscop de Milano; deviza sa este: „Sufficit gratia tua”, în română: „Harul tău este suficient”.

Stema cardinalului Angelo Scola, în timp ce era patriarh al Veneţiei; aceeaşi deviză; se obsevă Leul Veneţiei, simbolul Sfântului Marcu.

Angelo Scola (n. 7 noiembrie 1941, Malgrate, Italia) este un cardinal italian al Bisericii Catolice, arhiepiscop de Milano din 2011 până în 2017.

## Biografie
Angelo Scola s-a născut la 7 noiembrie 1941, la Malgrate, în Lombardia. Tatăl său, Carlo Scola, a fost camionagiu, iar mama sa, Regina Colombo, casnică. Fratele său mai mare, Pietro, a fost în mai multe rânduri primar la Malgrate.
Angelo Scola a participat la Acțiunea Catolică și a frecventat liceul clasic Alessandro Manzoni din Lecco. În 1958 l-a întâlnit pentru prima oară pe don Luigi Giussani la Lecco, în timpul Săptămânii Mari, în timpul reuniunilor de pregătire a sărbătorii Sfintelor Paști, și a rămas frapat de figura și de predicarea acestuia; a devenit președinte al Tineretului Studențesc local.
După doi ani de studii de inginerie la Politehnică, Angelo Scola a trecut la studierea filosofiei la Universitatea Catolică Sacro Cuore, unde a devenit mare prieten al lui don Giussani. În 1967, Scola și-a susțiut teza despre filosofia creștină, sub conducerea lui Gustavo Bontadini. Între 1965 și 1967, era și președinte al Federației Universitare Catolice Italiene (în italiană Federazione Universitaria Cattolica Italiana, având sigla FUCI), din Milano, fiind numit de cardinalul Giovanni Colombo.
Apoi ia, ca adult, decizia de a deveni un preot, intră în seminarul diecezan în 1967, la Milano: un an în Saronno, apoi la Venegono, de unde iese din nou, lăsând eparhia ambroziană pentru a merge la seminarul de Teramo, unde acesta va fi hirotonit preot pe 18 iulie 1970 pentru Dieceza de Teramo Atri. 

### Preot
Angelo Scola era titular a două doctorate, primul în filosofie, iar al doilea în teologie.
A fost hirotonit preot la vârsta de 29 se ani, la data de 18 iulie 1970, nu la Milano, dioceza în care se născuse, ci la Teramo, unde Abele Conigli, îl primise. Angelo Scola îl cunoscuse pe Monseniorul Abele Conigli, pe când acesta era episcop al Sfântului Mormânt, eparhie în care formase primul grup toscan Comunione e Liberazione.

### Episcop
A fost numit episcop de Grosseto, la 20 iulie 1991, iar la 21 septembrie al aceluiași an, a fost hirotonit episcop de către cardinalul Bernardin Gantin, în Bazilica Santa Maria Maggiore. Patru ani mai târziu, a intrat în Curia romană ca rector al Universității Pontificale Laterane, în latină Pontificia Universitas Lateranensis, iar în italiană Pontificia Università Lateranense, și președinte al Institutului „Ioan Paul al II-lea” de Studii asupra Familiei și Căsătoriei. 
La 5 ianuarie 2002, a fost numit patriarh al Veneției. 
La 28 iunie 2011, papa Benedict al XVI-lea l-a transferat la sediul arhiepiscopal din Milano.

### Cardinal
În consistoriul din 21 octombrie 2003, papa Ioan Paul al II-lea l-a creat cardinal cu titlul de cardinal preot al Sfinților Apostoli (Ss. XII Apostoli).
Este la originea creării Fundației Internaționale Oasis dedicată promovării cunoașterii reciproce și întâlnirii între creștini și musulmani, cu o atenție deosebită la realitatea minorităților creștine în țările cu majoritate musulmană.
În 2005, la moartea papei Ioan Paul al II-lea, cardinalul Angelo Scola a fost considerat ca papabil pentru conclavul din 2005.
La Curia Romană, este membru al Congregației pentru Cler, al Congregației pentru Cultul Divin și Disciplina Sacramentelor, Consiliului Pontifical pentru Familie și al Consiliului Pontifical pentru Laici
În 2011 a fost numit arhiepiscop de Milano, ceea ce îl făcea și mai papabil, Arhidieceza de Milano dăduse doi papi în secolul al XX-lea.  Unele surse, în pofida secretului obținut cu ușile închise, îl creditau cu patru voturi în fiecare din primele două tururi de scrutin.. A rămas unul din favoriți în Conclavul din 2013, ținut în urma renunțării papei Benedict al XVI-lea, iar presa se aștepta mai degrabă la alegerea sa încât anunța anticipând Conferința Episcopală Italiană. Însă, a fost ales papa Francisc, la 13 martie 2013.
În dimineața zilei de 6 iunie 2013 cardinalul Angelo Scola a prezidat o mesă la Biserica Sfântul Mihail din Cluj, avându-l alături pe arhiepiscopul romano-catolic al locului, György Jakubinyi, în fața a 500 de credincioși romano-catolici, greco-catolici și ortodocși. În aceeși zi, la propunerea facultăților de teologie greco-catolică și de teologie romano-catolică, Universitatea Babeș-Bolyai i-a decernat titlul de Doctor Honoris Causa.